# Miklagård

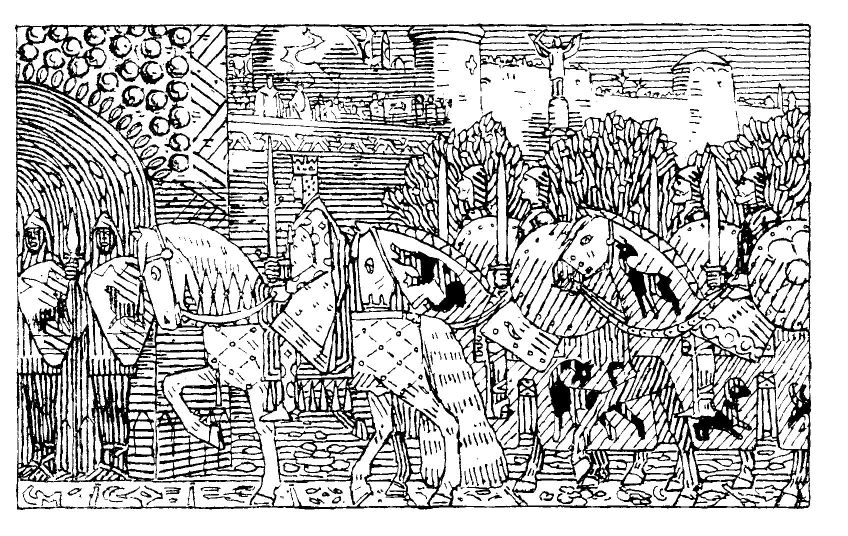
Miklagård

Miklagård (Miklagarðr, sammansättning av fornnordiskans mykil, stor, och gård, plats, handelsplats; ”den stora staden”) är en skandinavisk, vikingatida benämning av Konstantinopel, Östroms huvudstad, som grundades av Konstantin den store.
Staden erövrades av de muslimska turkarna 1453 och bär sedan 1931 namnet Istanbul och är den folkrikaste staden i Turkiet.